# Hugh Macdonald
Hugh John Macdonald (* 31. Januar 1940 in Newbury, Berkshire) ist ein englischer Musikwissenschaftler und Dirigent, der sich vor allem mit der Musik des 19. Jahrhunderts befasst.

## Leben
Macdonald studierte 1958 bis 1966 bei Raymond Leppard an der University of Cambridge. 1969 promovierte er dort mit einer Arbeit über Hector Berlioz und dessen Oper Les Troyens (Die Trojaner).
1966 bis 1971 arbeitete er an der Musikfakultät in Cambridge und von 1971 bis 1980 an der Musikfakultät der University of Oxford.
1980 wurde er Professor an der University of Glasgow und wechselte schließlich 1987 als Professor an die Washington University in St. Louis, wo er bis Juni 2011 tätig war.
Macdonald ist seit ihrer Gründung 1967 Generalherausgeber der neuen Hector-Berlioz-Gesamtausgabe.

## Ehrungen
- 2013: Chevalier de l’Ordre national du Mérite

## Schriften
- Berlioz, 1982
- Beethoven’s Century: Essays on Composers and Themes, University of Rochester Press 2008; ISBN 978-1-580467155 (Digitalisat)
- Bizet, Oxford University Press, 2014 (Digitalisat)
- Saint-Saëns and the Stage: Operas, Plays, Pageants, a Ballet and a Film, Cambridge University Press 2019; ISBN 978-1108426381